# Madeline Miller
Madeline Miller (født 24. juli 1978 i Boston) er en amerikansk forfatter.

## Priser
- 2012 – modtaget Orange Prize for Fiction for The Song of Achilles[1]